# Helenekilde (Tisvilde)
 For alternative betydninger, se Helenekilde. (Se også artikler, som begynder med Helenekilde)
Helenekilde er en kilde ved Tisvilde i Nordsjælland. Kilden har været kendt siden 1200-tallet som valfartssted for syge, der søgte håb om helbredelse i kildevandets formodede helbredende kraft. Fra 1600-tallet ved man, at ikke bare bønder, men også de lærde og selveste kong Christian 4. valfartede til kilden. Tisvilde blev med tiden et kurbadested, hvortil der blev arrangeret kilderejser.
Nogle steder fortælles det, at Helene var en from eneboerske fra Sverige, mens hun andre steder beskrives som en adelskvinde. Der er dog enighed i sagnene om, at hun blev skammeligt myrdet, og at liget blev kastet i havet. Efterfølgende flød det i land på Tisvilde Strand – "båret af en stor sten" – og en kilde sprang ud under hendes båre.
Et af sagnene om kilden fortæller:
| Citat | I Sverige levede der engang en from fyrstinde, der hed Helene. Onde mennesker dræbte hende og kastede hendes lig i havet, men en stor sten steg op fra bunden og bar hendes lig over Kattegat. Ved Tisvilde i Nordsjælland drev liget i land. Nogle bønder fandt det og ville begrave det. Da de satte ligbåren ned for at hvile sig, udsprang der på stedet et kildevæld. Bønderne fandt vejen op ad den stejle skrænt besværlig, men skrænten åbnede sig og dannede en bekvem slugt for dem, som fulgte. Liget blev begravet lidt inde i land, og siden skete der mange mirakler ved graven. | Citat |
|       | |       |

Man mener dog, at der allerede meget tidligere fandtes et helligsted i Tibirke, viet til den nordiske gud Tyr, og at kilden har været viet til ham. Tisvilde betyder også ligefrem "Tyrs væld". Kilden på skrænten har således formentlig trukket folk til inden kristendommens indførelse.
I en årrække har det kommunalt vandværksvand, der fyldte kildekarrene, men efter restaurering med nye dræn er det nu igen ægte kildevand, der løber ud på skrænten.
Frederiksborg Amtsavis skriver i januar 2015, at fortidsmindet er skæmmet af storme, og hvis ikke skrænterne genopbygges er der risiko for at de historiske kildekar forsvinder. I februar dukker menneskeknogler frem af den stormskadede skrænt. Nordsjællands Politis foreløbige konklusion er, at der ikke er tale om en nutidig forbrydelse, men snarere at skelettet har forbindelse til århundreders aktiviteter omkring den gamle hellige kilde.

## Helenes Grav
56°03′52″N 12°04′45″Ø / 56.0645°N 12.0792°Ø
Lidt inde i land ligger Helenes Grav. Her har man fundet stenrester ved graven, som formodes at være en ruin af et middelalderligt kapel fra 1400-tallet. Ligesom ved mange andre kilder og helligdomme har tilstrømningen været størst sankthansnat. Helt op i 1800-tallet valfartede folk til graven og kilden for at blive kureret for alskens sygdomme og drikke af kildens vand.

## Andet
I Hammer Bakker i Aalborg Kommune findes også en Helenekilde.